# فهد بن مقرن بن عبد العزيز آل سعود
الأمير فهد بن مقرن بن عبد العزيز آل سعود أمير سعودي،  ورجل أعمال،  وأحد أعضاء عائلة آل سعود. وهو أيضًا رئيس مبادرة التعليم البيئي الوطني السعودي. الأمير فهد هو نجل ولي العهد السابق الأمير مقرن بن عبد العزيز آل سعود و الأميرة نورة بنت أحمد المقرن،  ويعتبر الأمير فهد شقيق كلٍّ من الأميرة مضاوي بنت مقرن، الأميرة مشاعل بنت مقرن، الأميرة عبطة بنت مقرن، الأمير عبد العزيز بن مقرن، والأميرة نوف بنت مقرن. وأخ لكل من الأمير تركي بن مقرن، والأمير منصور بن مقرن.

## أسرته
متزوج من الأميرة ريما بنت هذلول بن عبد العزيز آل سعود (متوفاة)، وأنجبا:
- الأميرة نورة بن فهد بن مقرن بن عبد العزيز آل سعود. متزوجة من الأمير فيصل بن محمد بن سعد الثاني آل سعود ولها من البنات الأميرة شيخة (متوفاة).[10]
- الأمير فيصل بن فهد بن مقرن بن عبد العزيز آل سعود (نائب أمير منطقة حائل بالمرتبة الممتازة). متزوج من الأميرة سارة بنت عبد الله بن إبراهيم الحديثي[11] وله من الأبناء الأمير فهد، والأميرة ريما.
- متزوج من الأميرة صيتة بنت حربي بن سلمان المنديل وأنجبا:
- الأمير سلطان بن فهد بن مقرن بن عبد العزيز آل سعود.
- الأمير محمد بن فهد بن مقرن بن عبد العزيز آل سعود. متزوج من الأميرة لولوة بنت فهد بن فيصل بن سلمان بن محمد آل سعود .
- الأمير سعود بن فهد بن مقرن بن عبد العزيز آل سعود.
- الأمير عبد العزيز بن فهد بن مقرن بن عبد العزيز آل سعود.
- الأميرة نجلاء بنت فهد بن مقرن بن عبد العزيز آل سعود.